# Misao Okawa
Misao Okawa, nata Aoki (in giapponese: 大川 ミサヲ; Kita-ku, 5 marzo 1898 – Osaka, 1º aprile 2015) è stata una supercentenaria giapponese vissuta 117 anni e 27 giorni.
È la quarta persona più longeva di sempre nata in Giappone, dietro Kane Tanaka, Nabi Tajima e Chiyo Miyako e occupa al momento il dodicesimo posto nella lista delle persone più longeve di sempre, tra quelle documentate con certezza. È anche una delle 12 persone che nella storia dell'umanità hanno raggiunto i 117 anni.

## Biografia
Misao Okawa nacque nel quartiere Tenma (ora Kita) di Osaka, quarta ed ultima figlia. Sposò Yukio Okawa nel 1919, da cui ebbe tre figli, due femmine ed un maschio; due di loro (il figlio Hiroshi e la figlia Shizuyo) le sopravvissero. Suo marito morì il 20 giugno 1931. Al momento della morte, Misao aveva quattro nipoti e sei pronipoti. È stata in grado di camminare fino all'età di 110 anni, quando ha iniziato ad usare una sedia a rotelle per evitare cadute. Intorno al 2014, Misao Okawa perse parte del suo ritmo quotidiano e iniziò ad avere problemi di udito. Dal 1997 visse in una casa di cura per anziani nel quartiere di Higashisumiyoshi-ku (Osaka).
È diventata la persona più longeva del mondo il 12 giugno 2013, dopo la morte del suo connazionale Jirōemon Kimura (19 aprile 1897-12 giugno 2013).
È morta per cause sconosciute il 1º aprile 2015, cedendo alla 116enne Gertrude Weaver (1898-2015), lo scettro di persona più anziana dell'umanità